# Matthieu Donarier

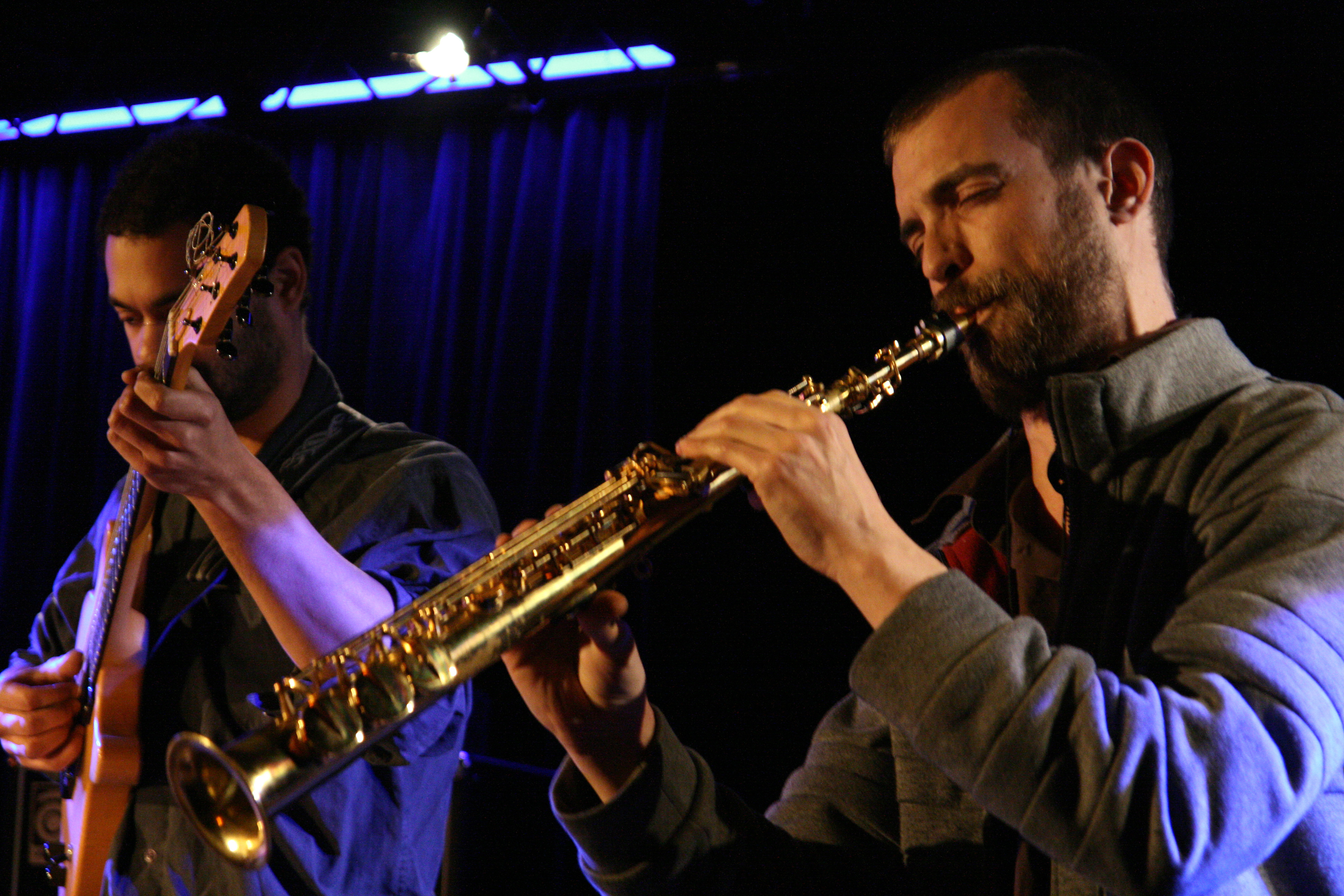
Matthieu Donarier (rechts) und Manu Codjia 2006

Matthieu Donarier (* 1976 in Nantes) ist ein französischer Jazzmusiker (Tenor- und Sopransaxophon, Klarinette, Bassklarinette).

## Leben
Matthieu Donarier lernte zunächst Klarinette, bevor er als Jugendlicher zum Saxophon wechselte. Nach dem Besuch des Konservatoriums in Rennes zog er nach Paris, um am Conservatoire National Supérieur (CNSM) zu studieren. Schon vor seiner Graduierung 1998 gründete er mit dem Gitarristen Manu Codjia und dem Schlagzeuger Joe Quitzke das Matthieu Donarier Trio. 1999 wurde das Trio mit dem ersten Preis des Concours de La Défense ausgezeichnet. Nach Tourneen durch Europa, dem Nahen Osten und Kanada gehört er seit 2006 dem Musikerkollektiv Yolk in Nantes an, bei dem er sein Trioalbum Optic Topic veröffentlichte. Donarier arbeitete neben seinem Trio außerdem mit Poline Renou, dem Ensemble ZAR, Sébastien Boisseau, Daniel Humair (Baby Boom, 2002), Patrice Caratini und Stephan Oliva, Stéphane Kerecki und Gábor Gadó, ferner in den Ensembles Le Sacre du Tympan und Le Gros Cube. Das Album Longboard: Being Wild, das er mit Alban Darche und Meivelyan Jacquot vorlegte, wurde für den Award der Jazz Journalists Association in der Kategorie „Beste Albumkunst“ 2020 nominiert.

## Diskographische Hinweise
- Optic Topic (Yolk, 2004)
- Live Forms (Yolk, 2009)
- Kindergarten (Yolk, 2009)
- Sun Dome (Clean Feed, 2017), mit Santiago Qunitans
- Alben Darche, François Ripoche, Sylvain Rifflet, Matthieu Donarier: Xmas saX (2023)

## Lexikalischer Eintrag
- Richard Cook, Brian Morton: The Penguin Guide to Jazz Recordings. 8. Auflage. Penguin, London 2006, ISBN 0-14-102327-9.

| Personendaten    | Personendaten             |
| ---------------- | ------------------------- |
| NAME             | Donarier, Matthieu        |
| KURZBESCHREIBUNG | französischer Jazzmusiker |
| GEBURTSDATUM     | 1976                      |
| GEBURTSORT       | Nantes                    |